# Agrochemisches Zentrum

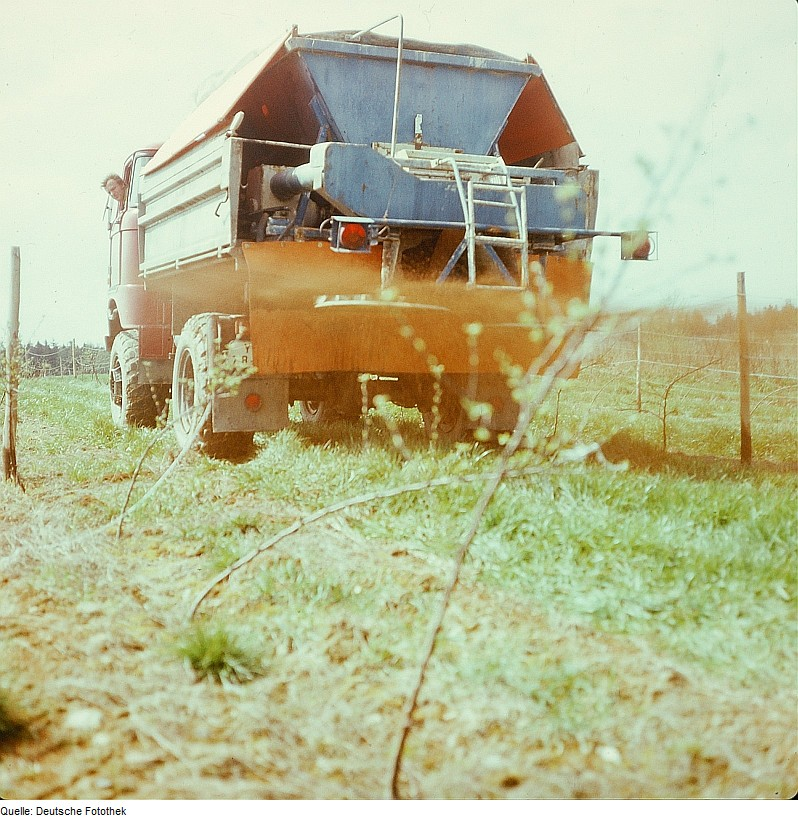
W50 LA des ACZ Pirna bei der Düngung für den Kooperationsverband „elbeobst dresden“ in Borthen

Im Agrochemischen Zentrum (ACZ) wurden in der DDR Chemikalien wie Dünger und Pflanzenschutzmittel für die Land- und Forstwirtschaft gelagert und ausgebracht.
Die ACZ übernahmen die Spezialaufgaben der „Chemisierung der Landwirtschaft“ – also Umschlag, Lagerung und die Ausbringung von Agrochemie (chemischen Düngemitteln, Pflanzenschutzmitteln und Mitteln zur biologischen Prozesssteuerung (MBP)) – für und im Auftrag der Landwirtschaftlichen Produktionsgenossenschaften (LPG).
Die ACZ stellten dafür Streu- und Sprühgeräte zum Ausbringen der Chemikalien zur Verfügung. Von der DDR-Fluggesellschaft Interflug wurden auch Agrarflugzeuge bereitgestellt.
Die ACZ waren sogenannte Zwischenbetriebliche Einrichtungen (ZBE) und für das Gebiet mehrerer LPG zuständig. Daneben erfüllten sie vielfältige Aufgaben, auch außerhalb der Landwirtschaft, wie Transport, Reparatur und Instandhaltung, Lagerwirtschaft und Umschlag sowie Aufgaben des Winterdienstes.
Es war eine Form der Spezialisierung in der großflächigen Agrarproduktion.